# Final Fantasy X-2
Final Fantasy X-2 (ファイナルファンタジーX-2 Fainaru Fantajī Ten-Tsū) er udviklet og udgivet af Square til Sony PlayStation 2. Det er det første spil i Final Fantasy spilserien, som er en direkte efterfølger til et foregående spil – Final Fantasy X.

## Handling
Handlingen finder sted to år efter Yuna besejrede Sin. Alt ser fredeligt ud, og dette keder Yuna, hun beslutter sig derfor at tilslutte sig Sphere-hunter gruppen, 'Gullwings'. Gullwings består af nogle gamle bekendte, som også var med i Final Fantasy X. Hertil kan nævnes Rikku, hendes bror, Brother, Buddy, Shinra, og senere hen Rikkus og Brothers far, Cid. Men Gullwings har også fået en hidtil ukendt person, Paine.
Resten af Gullwings kender ikke så meget til hende, men man får mere og mere at vide om Paine og hendes baggrund, efterhånden som spillet udvikler sig. Det hele forløber fint, men Yuna har holdt fast i en gammel vane: Hun leder simpelthen efter problemerne.
Det ender med at Yuna bliver trukket ud i at skulle binde Spira sammen igen, og besejre en ny fjende, og igen bringe fred til Spira.